# 深澤大河
深澤 大河（ふかざわ たいが、1994年12月8日 - ）は、日本の俳優・タレント。静岡県出身。トリプルエー所属。

## 経歴
2009年、テレビドラマ『ぼくの妹』でデビュー。
2013年4月30日、リアルストーリー型アイドルプロジェクト『少年ハリウッド』オーディションの少年ハリウッド候補生・春チームの一員として合格する。
2014年2月、少年ハリウッドプロジェクトのユニット『マロンA』に進級、後にサブリーダーとして活動する。
同年4月、同プロジェクトのユニット『ZEN THE HOLLYWOOD』のサブリーダーとして活動開始。
2017年6月10日、『ZEN THE HOLLYWOOD』を卒業。卒業後は俳優活動に専念する。

## 人物
特技はダンスとピアノ。趣味はガンダム集め。
ZEN THE HOLLYWOOD所属時の担当カラーはイエロー。

## 出演

### 舞台
- 朗読劇「美男子劇場」 （2015年5月15日 - 16日、築地ブディストホール）
- ダイヤのA The LIVE - 小湊春市 役
  - ダイヤのA （2015年8月1日 - 9日、Zeppブルーシアター六本木）
  - ダイヤのA The LIVE II （2016年3月17日 - 4月3日、天王洲 銀河劇場 他）
  - ダイヤのA The LIVE III （2016年8月24日 - 9月4日、Zeppブルーシアター六本木）
  - ダイヤのA The LIVE IV （2017年4月6日 - 23日、シアター1010 他）
- 劇団たいしゅう小説家 Present's 舞台「草葉の陰でネタを書く。」（2016年2月3日 - 7日、あうるすぽっと） - 藤本 役
- あんさんぶるスターズ!シリーズ - 仙石忍 役
  - あんさんぶるスターズ！オン・ステージ 〜Take your marks!〜（2017年1月5日 - 15日、AiiA 2.5 Theater Tokyo / 1月25日 - 29日、梅田芸術劇場 シアター・ドラマシティ）
  - あんさんぶるスターズ！オン・ステージ〜To the shining future〜（2018年1月19日 - 21日、梅田芸術劇場 シアター・ドラマシティ / 1月25日 - 2月5日、シアター1010）[9]
  - あんさんぶるスターズ！エクストラ・ステージ 〜Destruction × Road〜（2019年8月22日 - 9月29日、梅田芸術劇場 / 品川プリンスホテル ステラボール / 天王洲 銀河劇場）[10]
  - あんさんぶるスターズ！エクストラ・ステージ 〜Meteor Lights〜（2021年4月10日 - 5月16日、銀河劇場 / AiiA 2.5 Theater Kobe / 品川プリンスホテル ステラボール）[11]
  - 劇団『ドラマティカ』ACT3／カラ降るワンダフル！（2023年10月17日 - 11月19日、品川プリンスホテル ステラボール / サンケイホールブリーゼ / キャナルシティ劇場）[12]
- Battle Butler（2017年3月8日 - 12日、六行会ホール） - 不知火悠真 役
- 極上文學 第12弾「風の又三郎・よだかの星」（2018年3月8日 - 13日、紀伊國屋ホール） - 又三郎 役[13]
- ギャング アワー（2018年3月6日、赤坂 RED THEATER） - 日替わりゲスト
- ホットポットクッキング Presents Vol.4「GJ」（2018年4月13日 - 22日、赤坂 RED THEATER） - ミヤタ 役
- ミュージカル「しゃばけ」（2018年4月30日、シアターサンモール） - 日替わりゲスト
- BOYS★TALK 第3弾 （2018年6月6日 - 17日、CBGKシブゲキ!!） - 常識系男子☆ライガ 役
- おん・すてーじ「真夜中の弥次さん喜多さん」三重 （2018年6月21日 - 24日、シアターGロッソ） - 菊咲一華 役
- 男子はつらくないよ？（2018年7月29日 - 8月4日、三越劇場） - トモヤ 役
- 最遊記歌劇伝-異聞-（2018年9月4日 - 9日、シアターGロッソ） - 玄灰 役
- トラベルモード（2018年10月11日 - 15日、ウエストエンドスタジオ） - ダルタニャン 役
- 舞台劇「からくりサーカス」（2019年1月10日 - 20日、新宿FACE） - 主演・才賀勝 役[14]
  - 　舞台劇「からくりサーカス」〜デウス・エクス・マキナ（機械仕掛けの神）編〜（2019年10月10日 - 19日、新宿FACE）[15]
- 世界の終わりに君を乞う。（2018年12月1日 - 9日、博品館劇場）[16] - 安藤次 役
- 文豪とアルケミスト 余計者ノ挽歌（2019年2月21日 - 28日、シアター1010 / 3月9日 - 10日、京都劇場） - 中原中也 役[17]
  - 文豪とアルケミスト 綴リ人ノ輪唱（カノン）（2020年9月12日 - 22日、ステラボール / 9月25日 - 27日、京都劇場）
- 西遊記 〜千変万化〜（2019年4月25日 - 5月5日、俳優座劇場）- 玉龍 役[18]
- 家庭教師ヒットマンREBORN! the STAGE -vs VARIA part I-（2019年6月14日 - 23日、シアター1010 / 6月27日 - 30日、柏原市民文化会館 リビエールホール） - コロネロ 役[19]
  - 家庭教師ヒットマンREBORN! the STAGE -vs VARIA part II-（2020年1月6日 - 13日、天王洲 銀河劇場 / 1月17日 - 19日、梅田芸術劇場 シアター・ドラマシティ）
  - 家庭教師ヒットマンREBORN! the STAGE -episode of FUTURE- 前編（2021年7月16日 - 22日、天王洲 銀河劇場 / 8月6日 - 8日、サンケイホールブリーゼ）※映像出演
- ハンサム落語2ndシーズン（2019年7月20日 - 31日、赤坂 RED THEATER）
- さらに「さらざんまい」～愛と欲望のステージ～（2019年11月28日 - 12月1日、シアター1010 / 12月7日 - 8日、COOL JAPAN PARK OSAKA WWホール） - 矢逆春河 役
- フォトシネマ朗読劇「HARAJUKU　〜天使がくれた七日間〜」（2020年1月31日 - 2月3日、中目黒キンケロ・シアター）[20]
- MONSTER LIVE！シーズン2 ～今回からモンステって名乗ってもいいですか？～（2020年2月14日 - 16日、草月ホール）
- 1999年の夏休み episode0（2020年11月12日 - 15日、労音大久保会館Ｒ’sアートコート） - 則夫 役
- 舞台「盾の勇者の成り上がり」（2020年3月27日 - 29日、COOL JAPAN PARK OSAKA TTホール / 4月2日 - 12日、シアターサンモール）公開延期（ゲネプロのみ同年9月に映像ソフト化） - 川澄樹 役[21]
  - 舞台「盾の勇者の成り上がり」（2021年7月15日 - 25日、シアターサンモール）※延期公演[22]
- 舞台「SSSS.GRIDMAN」（2020年5月7日 - 10日、こくみん共済 coopホール スペース・ゼロ / 5月15日 - 17日、COOL JAPAN PARK OSAKA TTホール）[23] 中止・公開延期
- 舞台「ホテル アヴニール」（2020年12月10 - 13日、Theater Mixa）[24]
- 命のバトン2021（2021年2月19 - 21日、労音大久保会館R’sアートコート）
- 舞台「Collar×Malice」 - 星野香月 役
  - 舞台「Collar×Malice」-榎本峰雄編＆笹塚尊編-（2021年9月9日 - 14日、こくみん共済 coop ホール スペース・ゼロ）
  - 舞台「Collar×Malice」-白石景之編-（2022年12月22日 - 28日、こくみん共済 coop ホール スペース・ゼロ）
  - 舞台「Collar×Malice」-柳愛時編-（2023年5月14日 - 21日、こくみん共済 coop ホール スペース・ゼロ）[25]
  - 舞台「Collar×Malice」-deep cover-（2024年8月11日 - 19日、こくみん共済 coop ホール / スペース・ゼロ） - 星野香月 役[26]
- プリエールプロデュース「葉隠れ旅館物語」（2021年11月10日 - 17日、あうるすぽっと）
- ラブ・コメディ『夏の夜の夢』（2021年12月18日 - 26日、名古屋芸術創造センター / 東京芸術劇場シアターイースト） - シーシュース、蜘蛛の糸の妖精 役
- 舞台「機動戦士ガンダム00 -破壊による覚醒-Re:(in)novation」（2020年7月17日 - 26日 公演延期 2022年2月5日 - 14日、新国立劇場 中劇場）- イース・イースター 役[27]
- 舞台『刀剣乱舞』綺伝 いくさ世の徒花（2022年3月19日 - 4月3日、明治座 / 4月22日 - 24日、福岡サンパレス ホテル＆ホール / 4月30日 - 5月15日、新歌舞伎座）- 中浦ジュリアン 役
- 舞台 魁!!男塾（2022年10月7日 - 11日、渋谷区文化総合センター大和田 伝承ホール）- 極小路秀麻呂 役[28]
- 音楽劇 ジェイド・バイン（2022年11月17日 - 23日、シアター1010） - ダドリー・イーグルアイ役
- 劇団たいしゅう小説家 present's「菜々絵の探偵物語 III」（2023年1月11日 - 15日、大塚萬劇場）
- 朗読劇「美男ペコパンと悪魔」（2023年3月12日・14日、DDD AOYAMA CROSS THEATER） - ペコパン 役[29][30]
- ラブ・コメディ『夏の夜の夢』 （2023年4月19日 - 23日、東京芸術劇場シアターウエスト） - シーシュース、蜘蛛の糸の妖精 役
- 朗読劇「美男ペコパンと悪魔」再演 （2023年5月30日・2023年6月1日、労音大久保会館R’sアートコート） - アスモデ 役
- ネオ・シェイクスピアシリーズvol.1「ハムレット」 （2023年7月13日 - 17日、労音大久保会館R’sアートコート） - 主演・ハムレット 役
- アナタを幸せにする世界の伝説シリーズvol4「The Dawn of Ragnarøk〜異聞・北欧神話〜 」 （2023年9月16日 - 24日、シアターサンモール） - ジークフリート役
- 獣愛ブースト音楽劇「Lamento -BEYOND THE VOID-」（2024年2月16日 - 25日、品川プリンスホテル ステラボール） - トキノ 役[31]
- 朗読劇「命のバトン」（2025年5月28日 - 6月1日〈予定〉、赤坂RED/THEATER）[32]

### テレビドラマ
- ぼくの妹 （2009年、TBS） - 江上盟（若年期） 役
- 恋して悪魔〜ヴァンパイア☆ボーイ〜 （2009年、フジテレビ） - 前田利裕 役
- ねこタクシー （2010年、テレビ神奈川 他）
- 相棒Season8 第11話 （2010年、テレビ朝日）
- 5年後のラブレター （2010年、BeeTV）
- 明日の光をつかめ 第8・9話 （2010年、東海テレビ） - 通り魔の少年（谷原昭久） 役
- 医龍-Team Medical Dragon-3 第1話 （2010年、フジテレビ） - 前山勇太 役
- 高校生レストラン （2011年、日本テレビ） - 五十鈴利基 役
- 新・警視庁捜査一課9係 season3 第8話 （2011年、テレビ朝日）
- 私立バカレア高校 （2012年、日本テレビ）
- 幸せの時間 第25話 （2012年、フジテレビ）
- 仮面ティーチャー 第1話 （2013年、日本テレビ）
- 明日の光をつかめ -2013 夏- 第24話 （2013年、東海テレビ） - 谷原昭久 役
- 三匹のおっさん〜正義の味方、見参!!〜 第1話 （2014年、テレビ東京）
- プレミアムよるドラマ「おわこんTV」 第3話 （2014年、NHK BSプレミアム）
- 弱虫ペダル （2016年、BSスカパー!） - 鳴子章吉 役[33]
- 弱虫ペダルSeason2 （2017年、BSスカパー!） - 鳴子章吉 役
- 闇芝居(生)（2020年、テレビ東京）[34]
- ハンサムセンキョ（2020年、テレビ神奈川）[35]
- ミス・ターゲット（2024年4月21日 - 6月16日、朝日放送・テレビ朝日） - 坂下昇 役[36]
- 日本統一 東京編 （2025年7月3日 - 、テレビ東京） - 松田 役[37]

### テレビ番組
- ボクらと島ネコ。（2019年、テレビ神奈川県）
- 戦国炒飯TV（2020年、TOKYO MX 他） - 拾阿弥 、稲葉良通(ばーよし) 役

### 映画
- 僕の彼女とその彼氏 Drop in Ghost TWILIGHT FILE III （2007年） - 佐伯ひろむ 役
- Quarter  TWILIGHT FILE VI （2009年） - 風間亮（中学時代） 役
- ガチバンMAX （2010年）
- 戦闘少女 血の鉄仮面伝説 （2010年）
- デッドボール （2011年）
- ファイティングオカン TWILIGHT FILE VIII （2011年） - 佐伯楓 役
- 劇場版 私立バカレア高校 （2012年）
- ごめん。 （2013年）
- 生贄のジレンマ （2013年） - 沼田圭介 役
- 9 〜ナイン〜 （2018年） - 田山泰 役
- 馬の骨 （2018年） - 垣内竜二 役
- RUN!-3films-「actor」（2019年）
- ツナガレラジオ 〜僕らの雨降Days〜（2021年）[38] - マクロ 役
- 舞倒れ（2024年公開予定） - 両尾 役[39]

### オリジナルビデオ
- いけない!ルナ先生 （2014年） - 神谷わたる 役[40]

### テレビアニメ
- 少年ハリウッド -HOLLY STAGE FOR 49- （2014年） - 飯田連司（6・13話）、係員（2話）、通行人（3話）、スタッフ（4話）、観客（5話）、男子高校生（7話）、ディレクター（9話） 役[5]
- 少年ハリウッド -HOLLY STAGE FOR 50- （2015年） - トラ 役
- 戦国鳥獣戯画〜甲〜 （2016年） - 脇坂安治、真田幸村 役[41]
- 忍者コレクション（2020年） - 灼 役[42]
- それだけがネック（2020年） - 秋葉 役[43]
- 闇芝居（2022年）[44]

### ラジオ
- サタデードラマハウス 美男子劇場「ツキを呼ぶ男」（全5話）（2015年1月、JNF）
- オールナイトニッポンi「おしゃべや」（2017年 - 2021年、ニッポン放送Podcast ）- パーソナリティ[45]

### CM
- ソニー・コンピュータエンタテインメント「PlayStation 3」（2011年）

### イベント
- あんさんぶるスターズ!シリーズ - 仙石忍 役
  - あんステフェスティバル（2018年9月22日 - 24日、横浜文化体育館 / 2018年9月26日・27日、神戸ワールド記念ホール）
  - あんさんぶるスターズ！THE STAGE -Party Live-（2023年3月25日・26日、ぴあアリーナMM）
- CLIE SONIC（2019年2月6日 - 2月11日、渋谷ストリームホール）
- 戦国炒飯TV 生配信LIVE うつけ坂49 初陣（2020年11月）[46]
- 戦国炒飯TV 武士ロックフェスティバル 2021 冬の陣（2021年2月23日）開催延期[47]

### DVD
- オールナイトニッポンi おしゃべやDVDベスト・オブ・おしゃペア「橋本祥平×深澤大河」1（2019年3月20日発売）
- オールナイトニッポンi おしゃべやDVDベスト・オブ・おしゃペア「橋本祥平×深澤大河」2（2019年5月22日発売）
- 深澤大河 in Bali Vol.1（2019年8月23日発売）
- オールナイトニッポンi 橋本祥平と深澤大河のおしゃべやDVD（2019年9月18日発売）
- 深澤大河 in Bali Vol.2（2020年1月24日発売）
- 「ボクらと島ネコ。in 佐柳島」前編（2020年2月26日発売）[48]
- 「ボクらと島ネコ。in 佐柳島」後編（2020年2月26日発売）[48]
- アキタビ!!! vol.1（2021年11月27日発売）